# Vəli Axundov

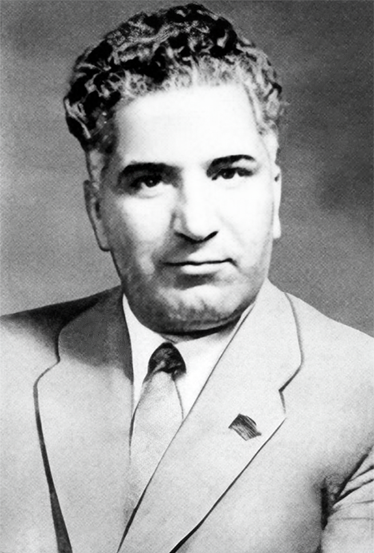
Vəli Axundov

Vəli Yusif oğlu Axundov (Weli Jussufowitsch Achundow; * 30. Apriljul. / 13. Mai 1916greg. in Saray, Abşeron, Russisches Kaiserreich, heute: Aserbaidschan; † 22. August 1986 in Baku, Aserbaidschanische SSR) war ein sowjetischer kommunistischer Politiker in der Aserbaidschanischen Sozialistische Sowjetrepublik, der unter anderem zwischen 1958 und 1959 Ministerpräsident der Aserbaidschanischen SSR sowie von 1959 bis 1969 Erster Sekretär der Kommunistischen Partei Aserbaidschans war.

## Leben
Vəli Yusif oğlu Axundov absolvierte ein Studium an der Aserbaidschanischen Medizinischen Universität und war nach dessen Abschluss als Arzt tätig. Er wurde 1939 Mitglied der Kommunistische Partei der Sowjetunion (KPdSU) und erwarb später noch einen Doktor der Medizin.
Axundov fungierte vom 27. Mai 1954 bis zum 31. Januar 1958 als Gesundheitsminister und war zwischen Januar 1958 und Juli 1958 Sekretär des Zentralkomitees (ZK) der Kommunistischen Partei Aserbaidschans. Am 8. Juli 1958 wurde er als Nachfolger von Sadıq Rəhimov Vorsitzender des Ministerrats der Aserbaidschanischen SSR und bekleidete damit bis zu seiner Ablösung durch Məmməd İsgəndərov am 10. Juli 1959 das Amt des Ministerpräsidenten. Daraufhin löste er am 10. Juli 1959 İmam Mustafayev als Erster Sekretär der Kommunistischen Partei Aserbaidschans ab und behielt diese Funktion zehn Jahre lang bis zum 14. Juli 1969, woraufhin Heydər Əliyev seine Nachfolge antrat.
Für seine Verdienste wurde er unter anderem mit dem Leninorden, den Orden des Vaterländischen Krieges II. Klasse, dem Orden des Roten Sterns, die Medaille „Für Verdienste im Kampf“ und der Medaille „20. Jahrestag des Sieges im Großen Vaterländischen Krieg 1941–1945“ ausgezeichnet.

## Hintergrundliteratur
- Tadeusz Swietochowski, Brian C. Collins: Historical dictionary of Azerbaijan, Scarecrow Press, Inc., Lanham 1999, S. 70, ISBN 0-8108-3550-9
- Bernard A. Cook: Europe since 1945. An encyclopedia, Band 1. Garland Publishing Inc., New York 2001, S. 70, ISBN 0-8153-4057-5